# Astronotus
Astronotus é um gênero de peixes ciclídeos nativos da Bacia Amazônica e do Pantanal.